# Fjärestads socken
Fjärestads socken i Skåne ingick i Luggude härad, ingår sedan 1971 i Helsingborgs kommun och motsvarar från 2016 Fjärestads distrikt.
Socknens areal är 13,40 kvadratkilometer varav 13,32 land. År 2000 fanns här 371 invånare. Kyrkbyn Fjärestad med sockenkyrkan Fjärestads kyrka ligger i socknen.

## Administrativ historik
Socknen har medeltida ursprung med en kyrka från 1200-talet. 
Vid kommunreformen 1862 övergick socknens ansvar för de kyrkliga frågorna till Fjärestads församling och för de borgerliga frågorna bildades Fjärestads landskommun. Landskommunen uppgick 1952 i Vallåkra landskommun som 1971 uppgick i Helsingborgs kommun. Församlingen uppgick 2010 i Kvistofta församling.
1 januari 2016 inrättades distriktet Fjärestad, med samma omfattning som församlingen hade 1999/2000.  
Socknen har tillhört län, fögderier, tingslag och domsagor enligt vad som beskrivs i artikeln Luggude härad. De indelta soldaterna tillhörde Norra skånska infanteriregementet, Rönnebergs kompani och Skånska husarregementet, Fjerrestads skvadron, Billesholms kompani.

## Geografi
Fjärestads socken ligger sydost om Helsingborg med Råån i söder. Socknen är en odlad slättbygd.
Byar är Fastmårup, Fjärestad och Norra Vallåkra. Gårdar är Flogården och Västergård.

## Fornlämningar
Boplatser, en dös och en gånggrift från stenåldern är funna. Från bronsåldern finns gravhögar.

## Befolkningsutveckling
| Befolkningsutvecklingen i Fjärestads socken 1571-2000 | Befolkningsutvecklingen i Fjärestads socken 1571-2000 | Befolkningsutvecklingen i Fjärestads socken 1571-2000 | Befolkningsutvecklingen i Fjärestads socken 1571-2000 | Befolkningsutvecklingen i Fjärestads socken 1571-2000 |
| ----------------------------------------------------- | ----------------------------------------------------- | ----------------------------------------------------- | ----------------------------------------------------- | ----------------------------------------------------- |
|                                                       |                                                       |                                                       |                                                       |                                                       |
| År                                                    |                                                       |                                                       | Invånare                                              |                                                       |
| 1571                                                  | 1571                                                  |                                                       | 1921                                                  | 1921                                                  |
| 1620                                                  | 1620                                                  |                                                       | 2121                                                  | 2121                                                  |
| 1699                                                  | 1699                                                  |                                                       | 2291                                                  | 2291                                                  |
| 1718                                                  | 1718                                                  |                                                       | 2581                                                  | 2581                                                  |
|                                                       |                                                       |                                                       |                                                       |                                                       |
| 1810                                                  | 1810                                                  |                                                       | 495                                                   | 495                                                   |
| 1820                                                  | 1820                                                  |                                                       | 529                                                   | 529                                                   |
| 1830                                                  | 1830                                                  |                                                       | 637                                                   | 637                                                   |
| 1840                                                  | 1840                                                  |                                                       | 690                                                   | 690                                                   |
| 1850                                                  | 1850                                                  |                                                       | 779                                                   | 779                                                   |
| 1860                                                  | 1860                                                  |                                                       | 777                                                   | 777                                                   |
| 1870                                                  | 1870                                                  |                                                       | 782                                                   | 782                                                   |
| 1880                                                  | 1880                                                  |                                                       | 730                                                   | 730                                                   |
| 1890                                                  | 1890                                                  |                                                       | 686                                                   | 686                                                   |
| 1900                                                  | 1900                                                  |                                                       | 610                                                   | 610                                                   |
| 1910                                                  | 1910                                                  |                                                       | 637                                                   | 637                                                   |
| 1920                                                  | 1920                                                  |                                                       | 662                                                   | 662                                                   |
| 1930                                                  | 1930                                                  |                                                       | 651                                                   | 651                                                   |
| 1940                                                  | 1940                                                  |                                                       | 531                                                   | 531                                                   |
| 1950                                                  | 1950                                                  |                                                       | 514                                                   | 514                                                   |
| 1960                                                  | 1960                                                  |                                                       | 481                                                   | 481                                                   |
| 1970                                                  | 1970                                                  |                                                       | 418                                                   | 418                                                   |
| 1980                                                  | 1980                                                  |                                                       | 376                                                   | 376                                                   |
| 1990                                                  | 1990                                                  |                                                       | 380                                                   | 380                                                   |
| 2000                                                  | 2000                                                  |                                                       | 371                                                   | 371                                                   |
|                                                       |                                                       |                                                       |                                                       |                                                       |
| 1 Beräknad folkmängd                                  |                                                       |                                                       |                                                       |                                                       |

## Namnet
Namnet skrevs 1341 Fyarestatha och kommer från kyrkbyn. Efterleden är sta(d), 'plats, ställe'. Förleden innehåller fjära, 'tidvis översvämmad strand'..